# Liste des présidents des Îles Marshall
La liste les présidents des Îles Marshall depuis la création de la république des Îles Marshall le 1er mai 1979 est présentée dans le tableau qui suit.
| #   | Nom (Naissance-Décès)                 | Image | Début des fonctions | Fin des fonctions | Parti        |
| --- | ------------------------------------- | ----- | ------------------- | ----------------- | ------------ |
| 1   | Amata Kabua (1928–1996)               |       | 1er mai 1979        | 20 décembre 1996  | AKA / UDP    |
| —   | Kunio Lemari (1942–2008) (Intérim)    |       | 20 décembre 1996    | 14 janvier 1997   | AKA / UDP    |
| 2   | Imata Kabua (1943-2019)               |       | 14 janvier 1997     | 10 janvier 2000   | AKA / UDP    |
| 3   | Kessai Note (né en 1950)              |       | 10 janvier 2000     | 14 janvier 2008   | UDP          |
| 4   | Litokwa Tomeing (né en 1939)          |       | 14 janvier 2008     | 21 octobre 2009   | AKA / UDP    |
| —   | Ruben Zackhras (né en 1947) (Intérim) |       | 21 octobre 2009     | 2 novembre 2009   | UDP          |
| 5   | Jurelang Zedkaia (1950–2015)          |       | 2 novembre 2009     | 10 janvier 2012   | AKA          |
| 6   | Christopher Loeak (né en 1952)        |       | 10 janvier 2012     | 11 janvier 2016   | Indépendant  |
| 7   | Casten Nemra (né en 1971)             |       | 11 janvier 2016     | 28 janvier 2016   | KEA          |
| 8   | Hilda Heine (née en 1951)             |       | 28 janvier 2016     | 14 janvier 2020   | Indépendante |
| 9   | David Kabua (né en 1951)              |       | 14 janvier 2020     | 3 janvier 2024    | AKA          |
| (8) | Hilda Heine (née en 1951)             |       | 3 janvier 2024      | en fonction       | Indépendante |